# Dekkara
Dekkara (en arabe الدَكارة), est un village de la commune de Taher dans la wilaya de Jijel en Algérie, situé à environ trois kilomètres au Sud de la ville de Taher et à deux kilomètres de la commune d'Ouadjana.

Localités de la commune de Taher.